# Campanula omeiensis
Campanula omeiensis là loài thực vật có hoa trong họ Hoa chuông. Loài này được Z.Y.Zhu mô tả khoa học đầu tiên năm 1991 dưới danh pháp Adenophora omeiensis. Năm 2007 D.Y.Hong & Z.Yu Li chuyển nó sang chi Campanula.